# Mystery of the River Boat
Mystery of the River Boat é um seriado estadunidense de 1944, gênero suspense, dirigido por Lewis D. Collins e Ray Taylor, em 13 capítulos, estrelado por Robert Lowery, Eddie Quillan e Marion Martin. Foi produzido e distribuído pela Universal Pictures, e veiculou nos cinemas estadunidenses a partir de 24 de outubro de 1944.

## Sinopse
A história apresenta três famílias de Louisiana, os Langtrys, Perrins e Duvals, como co-proprietários de um pântano na Louisiana. Desconhecendo que a propriedade contém depósitos de nitrolene, eles estão considerando uma oferta do especulador Herman Einreich, que na verdade está ciente do segredo após ter matado o cientista que o descobriu e roubado seus mapas geológicos e notas. Ele embarca no "The Morning Glory", um barco de rio, encaminhando-se para a terra dos Duvals. Outros no barco são o comandante, Capitão Ethan Perrin, sua filha Jenny; Steve Langtry; Rudolph Toller; Bruno Bloch e Louis Shaber que representam uma facção externa também interessada na terra; e um homem chamado Clayton, que é realmente o filho renegado dos Duvals, Paul Duval.
Com o auxílio de Batiste, Clayton assassina Einreich, rouba seus mapas e quase mata Steve e Jenny, que são salvos por Napoleão, amigo de Steve. A gangue de Toller, assistida por Celeste Eltree e dirigida por Rudolph Toller, coloca a suspeita do assassinato de Einreich sobre Steve.

## Elenco
- Robert Lowery … Steve Langtry
- Eddie Quillan … Jug Jenks
- Marion Martin … Celeste Eltree
- Marjorie Clements … Jenny Perrin
- Lyle Talbot … Rudolph Toller
- Arthur Hohl … Clayton
- Oscar O'Shea … Capitão Ethan Perrin, capitão do barco The Morning Glory
- Francis McDonald … Batiste
- Mantan Moreland … Napoleon
- Eddy Waller … Charles Langtry
- Ian Wolfe … Herman Einreich
- Byron Foulger … Dr. H. Hartman
- Earle Hodgins … Jean Duval
- Anthony Warde … Bruno Bloch
- Alec Craig … Engenheiro chefe

### Dublês
- John Daheim dublando Robert Lowery
- Carey Loftin dublando Robert Lowery
- Eddie Parker dublando Dick Curtis
- Tom Steele dublando Arthur Hohl

## Recepção crítica
Cline considera este seriado “médio”, mas com um bom elenco e todos os ingredientes necessários a um bom seriado.

## Capítulos
1. The Tragic Crash
2. The Phantom Killer
3. The Flaming Inferno
4. The Brink of Doom
5. The Highway of Peril
6. The Fatal Plunge
7. The Toll of the Storm
8. The Break in the Levee
9. Trapped in the Quicksands
10. Flaming Havoc
11. Electrocuted
12. Risking Death
13. The Boomerang

Fonte: